# Lisse-en-Champagne
Lisse-en-Champagne è un comune francese di 125 abitanti situato nel dipartimento della Marna nella regione del Grand Est.

## Società

### Evoluzione demografica
Abitanti censiti